# 克维图切
48°1′39″N 34°30′55″E / 48.02750°N 34.51528°E
克维图切（烏克蘭語：Квітуче），2016年前名为沃伊科韋（烏克蘭語：Войкове），是位於烏克蘭中部的村落，隸屬第聶伯羅彼得羅夫斯克州的第聶伯羅區。該村處於卡米舍瓦塔蘇拉河左岸，分別距離米哈伊利夫卡3.5公里和巴甫利夫卡4.5公里，海拔高度105米，2001年人口99。该地旧名称源自乌克兰布尔什维克彼得·沃伊科夫。